# West Branch Reservoir (Nowy Jork)
West Branch Reservoir – zbiornik retencyjny w stanie Nowy Jork, w hrabstwie Putnam, należący do sieci wodociągowej miasta Nowy Jork, utworzony na rzece West Branch Croton River poprzez wybudowanie zapory wodnej, oddany do użytku w 1895 r. 
Powierzchnia zbiornika wynosi 1061 akrów (4,29 km2), maksymalna głębia to 52 stopy (16 m); średnia to 29 stóp (8,8 m). Lustro wody położone jest 502 stopy (153 m) n.p.m. Zbiornik mieści 8 000 000 galonów amerykańskich (30 000 m3) wody.
Przez zbiornik przechodzi Akwedukt Delaware, który transportuje wodę ze zbiornika Rondout Reservoir. Dalej biegnie on bezpośrednio do Kensico Reservoir.
Ponadto, do zbiornika uchodzi Horse Pound Brook.